# Praravinia gracilis
Praravinia gracilis är en måreväxtart som beskrevs av Cornelis Eliza Bertus Bremekamp. Praravinia gracilis ingår i släktet Praravinia och familjen måreväxter. Inga underarter finns listade i Catalogue of Life.